# Mega Shark Versus Crocosaurus
Mega Shark Versus Crocosaurus es una película de monstruos de The Asylum, estrenada el 21 de diciembre de 2010 en los Estados Unidos y protagonizada por Jaleel White, Gary Stretch, Robert Picardo, Dylan Vox, Hannah Cowley y Sarah Lieving.
La película es una secuela de la película de 2009 Mega Shark Versus Giant Octopus, pero pocos integrantes del elenco original repiten en ella.

## Argumento
En lo profundo de la República Democrática del Congo, una operación de extracción de diamantes ilegales se ve interrumpida por la presencia de un gigantesco cocodrilo de 150 pies. Mientras tanto, en el Océano Atlántico, el buque de guerra de la marina americana USS Gibson es atacado y hundido por el megalodon que terminó sobreviviendo la asfixia del pulpo en la primera película. El teniente Terry McCormick (Jaleel White) que estaba experimentando con un dispositivo sónico para repeler tiburones, es el único superviviente del ataque. De vuelta en el Congo, un cazador inglés llamado Nigel Putnam (Gary Stretch) captura con éxito al cocodrilo gigante cuando intenta comérselo y él le inyecta sus dardos tranquilizantes en su boca. Luego, envía el cocodrilo a un patio de embarque a sus amigos para colocarlo en un buque de carga.
En Los Ángeles, California, McCormick está siendo interrogado por la Administración Nacional Oceánica y Atmosférica. Se siente responsable por el hundimiento, sugiriendo que su dispositivo sónico atrajo al megalodon. Debido a esto, él se ofrece a ayudar a Hutchinson a cazar al megalodon. Mientras tanto, el buque de carga está llevando el cocodrilo sedado por el Océano Atlántico, a 400 millas al sur de Florida. Se pone de manifiesto que el buque también lleva los huevos del cocodrilo. Entonces, sin previo aviso, el barco es atacado por el megalodon, despertando al cocodrilo de su sueño. Putnam y su compañero Jean saltan por la borda antes de que el buque sea destruido.

## Reparto
- Jaleel White como Teniente Terry McCormick.
- Gary Stretch como Nigel Putnam.
- Sarah Lieving como Agente especial Hutchinson.
- Robert Picardo como Almirante Calvin.
- Gerald Webb como Jean.
- Dylan Vox como CWO Butowski.
- Hannah Cowley como Legatt.
- Michael Gaglio como Capitán Smalls.
- Jessica Irvine como el capitán del USS Omaha.
- Steve Mason como un investigador.
- Neil Watson como investigador #2.
- Robert R. Shafer como Charlie Ross.
- Darin Cooper como Comandante Vail.
- Luke Noll como Hobo Rogers McFreely.
- Joey David García como un adolescente.
- Claire Scott como un adolescente.
- Clem Hansen como un adolescente.